# M. R. James
Montague Rhodes James (Goodnestone, 1 de agosto de 1862-Eton, 12 de junio de 1936) fue un importante anticuario, medievalista y escritor británico de cuentos de terror, especializado en la ficción fantasmal.

## Biografía
Nació en la rectoría de Goodnestone, Dover, en el condado de Kent, lugar donde su padre ejercía como coadjutor. Se mudó a Suffolk a la edad de tres años cuando su padre se convirtió en el rector de Great Livermere, cerca de la frontera de Norfolk. La familia hizo de Livermere su hogar desde 1865 hasta 1909. Ese lugar estaba al parecer lleno de historias de fantasmas, y James tuvo frecuentes pesadillas en su cuarto en la rectoría. Algunas de sus historias más aterradoras están ambientadas en ese condado: "El fresno", "Advertencia a los curiosos" y el escalofriante "Silba y acudiré". El último cuento que escribió, "A Vignette / Una viñeta" (1935, publicado póstumamente en 1936), se fundó en una experiencia real, la visión de un espectro en el jardín que tuvo en Livermere cuando era niño. El caso es que, desde los seis años, sintió una gran afición a la literatura antigua y la bibliofilia. Se educó en el elitista Eton College, pasando posteriormente al King's College de Cambridge, donde con el tiempo sería director y vicedirector de ambos.
Sus cuentos de terror destacan por el desarrollo de efectos sutiles enmarcados en una atmósfera de inquietud y zozobra, a menudo en un contexto de trivialidad y sentido común que sirven de contrapunto y contraste. Nunca falta en sus obras cierto escepticismo, una pincelada de ironía y humor, así como el trasfondo de una gran cultura erudita. Fue, y sigue siendo, uno de los maestros del relato corto de fantasmas, único género no académico en el que ejerció la creación. 
Su vida fue la de un anticuario preocupado por la continua investigación del pasado, entre viejos manuscritos, clases y reuniones docentes, visitas a antiguas ruinas, bibliotecas polvorientas e iglesias dejadas de la mano de Dios. No contrajo nunca matrimonio ni tuvo hijos. La universidad, Eton, y los libros constituyeron toda su existencia. Fue medievalista de prestigio contrastado, lingüista y estudioso bíblico. Tradujo el Apocryphal New Testament (Nuevo Testamento Apócrifo) en 1924.
Entre sus intereses y aficiones cabe mencionar la arqueología (llegó a ser miembro del departamento de arqueología del museo Fitzwilliam); la paleografía (catalogó muchas de las colecciones manuscritas de Cambridge, una tarea que le llevó 40 años completar, además de prologar el Romance of Alexander, conservado en la Biblioteca Bodleiana de Oxford); la filología y el arte sacro (descubrió un mural del siglo XV en la capilla de Eton, y restauró los vitrales de la capilla del King's College); en suma, las antigüedades (fue miembro de la Society of Antiquaries) en estudios históricos y bibliográficos, revisando ejemplares para las sociedades bibliográficas e históricas especializadas. Sin dejar de lado la traducción (como por ejemplo una excelente versión inglesa de los Cuentos de Hans Christian Andersen), el ensayo, o la disertación académica con The Apocalypse of St. Peter (El Apocalipsis según San Pedro), con el que fue distinguido con la orden Fellow of King's en el King's College. Sus investigaciones le condujeron al extranjero, a países como Chipre, Dinamarca, Baviera, Austria o Suecia, donde precisamente situó su ghost story Count Magnus, El conde Magnus, inspirada en el personaje real del siglo XVII, el conde Magnus Gabriel De la Gardie.

## El cuento de fantasmas en M. R. James
Aunque este tipo de historias no constituyó para él sino un pasatiempo, es aquello que más se recuerda de su producción; en cuanto a sus estudios eruditos, sólo poseen interés para los especialistas. Escribía estos relatos por puro entretenimiento, como alivio de sus trabajos intelectuales. Admiraba al escritor irlandés Sheridan Le Fanu, siendo ésta quizás la influencia más representativa en sus obras. Esta admiración lo llevó en 1923 a publicar una antología con sus mejores cuentos y a volver a ponerlo de moda: El fantasma de Madame Crowl. En el prólogo de este libro llegó a afirmar que Sheridan Le Fanu era muy superior a Poe.
Si para muchos M. R. James es el mejor escritor de ghost stories, él reconocía con tal calificativo sin embargo a Le Fanu. James trata siempre de distanciarse del fantasma victoriano, característicamente lívido, estático y digno de compasión por su desdicha. Las apariciones espectrales de James son manifestaciones abominables, criaturas cuya procedencia no puede ser sino el Infierno, seres a veces extravagantes, repugnantes o infrahumanos, apenas descritos y cuasi monstruosos. En palabras de H. P. Lovecraft:

"El espectro habitual de M. R. James es delgado, enano y peludo, una abominación perezosa e informal de la noche, a medio camino entre la bestia y el hombre... Este espectro posee una constitución de lo más excéntrica: es un rollo de franela con ojos de araña, o una entidad invisible modelada con las ropas de una cama cuyo rostro lo forma una sábana arrugada."

En sus relatos abunda un sano humor socarrón y algún atisbo nada convencido de aclaración racional para los misterios que se muestran, detalle también desusado en la literatura del género hasta la fecha aunque, en sus propias palabras, "este resquicio debe ser tan estrecho que apenas sea practicable", para que así el relato no pierda fuerza ni quede reducido a una mera sugestión enfermiza de sus protagonistas en un momento dado de la trama.
James llegó a citar las características de cuento de fantasmas clásico en el prefacio de Ghost and Marvels (The World's Classics, Oxford, 1924): "Dos ingredientes de la máxima importancia para guisar un buen cuento de fantasmas son, a mi juicio, la atmósfera y un crescendo hábilmente logrado", a lo que no se debe olvidar añadir "cierto grado de realismo". Si bien en lo primero no alcanza a menudo el nivel de su predecesor Arthur Machen, con su peculiar estilo de atmósfera envolvente y opresiva, o contemporáneos como Lovecraft, respecto al adecuado desarrollo de la historia, se muestra como un maestro consagrado. Ese crescendo que conduce al desenlace final entre el engendro y el atribulado protagonista, logra mantener en una atenta tensión hasta el clímax final. "Seamos, pues, presentados los personajes con suma placidez; contemplémoslos mientras se dedican a sus quehaceres cotidianos, ajenos a todo mal presentimiento y en plena armonía con el mundo que les rodea", agrega James. Sus personajes hablan, viven, se mueven, como sus potenciales lectores de principios del siglo XX.
Hasta la irrupción de James, los fantasmas pertenecían a otros tiempos; James los instala en la sociedad burguesa de la época. Para inducir esta familiaridad cotidiana, utiliza un relajado humor, expresión coloquial en los diálogos y una finísima ironía británica. "En esta atmósfera tranquilizadora, hagamos que el elemento siniestro asome una oreja, al principio de modo discreto, luego con mayor insistencia, hasta que por fin se haga dueño de la escena", afirma. No revelar nunca por completo al fantasma, dejando a la imaginación del lector la recreación de lo vagamente sugerido, se ve ya claramente en Le Fanu, aunque James la forja impecablemente superando a su maestro en el firme propósito de inquietar acumulando indicios apenas discernibles, pero que progresivamente terminan por volverse agobiantes. Lo que más inquieta es precisamente lo que James menciona de pasada, detalles aparentemente carentes de importancia y que cobran todo su significado en el desenlace final. Sólo la víctima no sospecha nada. La angustia no está en ella, como ocurre en los cuentos de Le Fanu o Guy de Maupassant, sino en el lector. Esta técnica permite a M. R. James conservar el suspenso hasta el último segundo, en el que el monstruo se abate brutalmente sobre la víctima, que al fin abre los ojos a la realidad.
Según aseguraba James, "los fenómenos espectrales deben ser malévolos más que beneficiosos, ya que la emoción que hay que suscitar ante todo es el miedo", y también afirmaba: "Debe evitarse escrupulosamente la jerga técnica del ocultismo o pseudociencia, con objeto de que la verosimilitud casual no se vea ahogada por una pedantería nada convincente". Por eso, además, en todas sus historias muestra de forma despreciativa sus excelsos conocimientos en las diversas materias que marcaron su vida. Sus protagonistas son como él, hombres apacibles, comedidos, íntegros, sin sospechosos antecedentes relacionados con sucesos paranormales: arqueólogos ("Aviso a los curiosos"), anticuarios ("El diario de Mr. Poynter"), paleógrafos ("El maleficio de las runas"), latinistas ("El tesoro del abad Thomas"), estudiosos de la Biblia ("El tratado Middoth"), historiadores ("Número 13"), bibliotecarios, y demás personajes relacionados con sus propias inquietudes. Del mismo modo, también sus escenarios, además de comunes y reconocibles para sus contemporáneos, cabría calificarlos de pertenecientes a ambientes eruditos, reflejando su propio hábitat natural: bibliotecas, archivos olvidados, iglesias, cementerios y posadas rurales alejadas de la ciudad, escenarios donde él se sentía a gusto, transmitiendo al lector su propio amor por esos sitios.
La documentación de los ambientes es minuciosa, pero falsa: se inventa libros, manuscritos o citas en latín que dan mayor calado a los sucesos que se narraban en sus cuentos, mecanismo que copiaron de él autores posteriores.

## Obra
La obra de M. R. James en cuanto al relato de fantasmas se compone de 31 relatos reunidos en cinco volúmenes: 
- Ghost Stories of an Antiquary, 1904, con los relatos "Canon Alberic's Scrap-Book" ("El álbum del canónigo Alberico"), escrito en 1894 y publicado anteriormente en la revista National Review; "Lost Hearts" ("Corazones perdidos"), publicado anteriormente en Pall Mall Magazine; escrito en 1895, "The Mezzotint" ("El grabado"); "The Ash-Tree" ("El fresno"); "Number 13" ("La número trece"), escrito en 1890; "Count Magnus" ("El Conde Magnus"); "¡O Whistle, and I'll Come To You, My Lad!" ("¡Silba y acudiré!"); y "The Treasure of Abbot Thomas" ("El Tesoro del Abad Thomas"), escrito en 1904.
- More Ghost Stories of an Antiquary, 1911. Constaba de los siguientes relatos: "A School Story" ("Una historia escolar"), escrito expresamente para la escuela del coro del King's College; "The Rose Garden" ("La rosaleda"); "The Tractate Middoth" ("El tratado Middoth"); "Casting the Runes" ("El maleficio de las runas"), el relato llevado años después, en 1950, al cine en la película Curse of the Demon; "The Stalls of Barchester Cathedral" ("Los sitiales de la Catedral de Barchester"), escrito en 1910 y publicado en Contemporary Review; "Martin's Close" ("El cercado de Martin"); y "Mr. Humphreys and His Inheritance" ("El señor Humphreys y su herencia"), escrito según palabras del propio James con el único propósito de completar este segundo volumen, pero sin duda alguna uno de los mejores cuentos del autor.
- A Thin Ghost and Others, 1919. En él se pueden encontrar: "The Residence at Whitminster" ("La residencia de Whitminster"); "The Diary of Mr. Poynter" ("El diario del señor Poynter"); "An Episode of Cathedral History" ("Un episodio de la historia de una catedral"), aparecido anteriormente en la revista Cambridge Review; "The Story of a Disappearance and an Appearance" ("Historia de una desaparición y una aparición"), aparecido igualmente en Cambridge Review en 1913; y "Two Doctors" ("Dos médicos").
- A Warning to the Curious and Other Ghost Stories, el cuarto libro de cuentos que publicó, fechada su publicación en 1925. En él se encuentran: "The Haunted Doll's House" ("La casa de muñecas embrujada"), escrito para la biblioteca de la Casa de Muñecas de su Majestad la Reina, y que también apareció en la Empire Review; "The Uncommon Prayer-Book" ("El libro insólito de oraciones"), publicado anteriormente en la Atlantic Monthly; "A Neighbour's Landmark" ("Los mojones de una propiedad vecina"), escrito en 1924 y publicado en The Eton Chronic; "A View From a Hill" ("Panorama desde una colina"); "A Warning to the Curious" ("Aviso a los curiosos"), publicado anteriormente en el London Mercury; y "An Evening's Entertainment" ("Una velada junto al fuego").
- The Collected Ghost Stories of M. R. James, publicado en 1931, cinco años antes de su muerte, es su último libro. Se trata de un recopilatorio de todos sus relatos antes citados con la inclusión de cinco más, aparecidos en diversas publicaciones. Los relatos no incluidos en anteriores libros son: "There was a Man Dwelt by a Churchyard" ("Había un hombre que vivía junto a un cementerio"); "Rats" ("Ratas"), escrito originalmente para At Random en 1929, y posteriormente incluido en una antología titulada Shudders; "After Dark in the Playing Fields" ("Cuando anochece en el parque"); "Wailing Well" ("El pozo de las lamentaciones"), escrito expresamente para el grupo de Boy Scouts de Eton College en 1927; y "Stories I Have Tried to Write" ("Historias que he intentado escribir"), el cual más que un relato propiamente dicho es un pequeño comentario a algunas ideas que no llegó a plasmar en forma escrita.
- The Five Jars, Los cinco frascos (1922), es una novela corta de fantasía sobrenatural para niños.

Existen además tres relatos sueltos no aparecidos en ninguna de las colecciones del autor: "The Experiment: A New Year's Eve Ghost Story", publicado en The Morning Post (31 de diciembre de 1931); "The Malice of Inanimate Objects", aparecido en The Masquerade #1.1 (junio de 1933); y "A Vignette", publicado en forma póstuma en el London Mercury (noviembre de 1936); así como también la nota en forma de ensayo corto "Ghosts—Treat Them Gently!" (o "A Ghostly Cry"), aparecida en el London Evening News (17 de abril de 1931). Estos cuatro textos fueron finalmente publicados junto a otras historias de M. R. James en el libro Casting the Runes and Other Ghost Stories, editado y prologado por Michael Cox a través de la Oxford University Press, en julio de 1987.

## Traducciones al castellano
- Trece historias de fantasmas. Madrid: Alianza Editorial, 1973.
- El enigma de las runas. Buenos Aires: Ediciones Librería Fausto, 1977.
- Cuentos de Fantasmas. Madrid: Ediciones Siruela, 1988.
- Historias Sobrenaturales. Madrid: Ediciones Mirach, 1991.
- Corazones perdidos. España. Valdemar, 1997. Nota: Esta edición agrupa la totalidad de relatos sobrenaturales del autor; el mismo sello editorial publicó igualmente ediciones separadas según la distribución de las colecciones originales, que son los tres títulos citados a continuación.
- Historias de fantasmas de un anticuario. España. Valdemar, 2002.
- Más historias de fantasmas de un anticuario. España. Valdemar, 2003.
- Un fantasma inconsistente. España. Valdemar, 2005.
- Los cinco frascos. España. Berenice, 2014.
- Silba y acudiré. Argentina. Amazon, 2016.
- Relatos espectrales. México. Editores Mexicanos Unidos, 2024.